# Ministri per il Sud della Repubblica Italiana
I ministri per il Sud della Repubblica Italiana si sono avvicendati dal 2016 al 2024, con diverse denominazioni e competenze.

## Lista
| Ministro | Ministro | Ministro                   | Partito             | Governo   | Mandato          | Mandato          | Leg.  |
| Ministro | Ministro | Ministro                   | Partito             | Governo   | Inizio           | Fine             | Leg.  |
| --- | -------- | -------------------------- | ------------------- | --------- | ---------------- | ---------------- | ----- |
| Coesione territoriale e Mezzogiorno |          |                            |                     |           |                  |                  |       |
| |          | Claudio De Vincenti (1948) | Partito Democratico | Gentiloni | 12 dicembre 2016 | 1º giugno 2018   | XVII  |
| Sud |          |                            |                     |           |                  |                  |       |
| |          | Barbara Lezzi (1972)       | Movimento 5 Stelle  | Conte I   | 1º giugno 2018   | 5 settembre 2019 | XVIII |
| Sud e coesione territoriale |          |                            |                     |           |                  |                  |       |
| |          | Giuseppe Provenzano (1982) | Partito Democratico | Conte II  | 5 settembre 2019 | 13 febbraio 2021 | XVIII |
| |          | Mara Carfagna (1975)       | Azione              | Draghi    | 13 febbraio 2021 | 22 ottobre 2022  | XVIII |
| Politiche del mare e Sud |          |                            |                     |           |                  |                  |       |
| |          | Nello Musumeci (1955)      | Fratelli d'Italia   | Meloni    | 22 ottobre 2022  | 10 novembre 2022 | XIX   |
| Affari europei, Sud, politiche di coesione e PNRR |          |                            |                     |           |                  |                  |       |
| |          | Raffaele Fitto (1969)      | Fratelli d'Italia   | Meloni    | 10 novembre 2022 | 30 novembre 2024 | XIX   |
| Delega al Sud avocata dalla Presidente del Consiglio Giorgia Meloni fino al 12 giugno 2025, poi conferita al Sottosegretario di Stato alla Presidenza del Consiglio dei ministri Luigi Sbarra (ind.) (governo Meloni) |          |                            |                     |           |                  |                  |       |